# Якуб Смяровський
Якуб Смяровський (Смярчевський, Смаржевський) (пол. Jakub Śmiarowski) — польський дипломат, посланець польського короля Яна Казимира до українського гетьмана Богдана Хмельницького.

## Життєпис
Секретар короля Яна Казимира, який прибув до табору гетьмана під Замостям 19 листопада 1648 року. Унаслідок проведених ним переговорів, було досягнуто компромісу з Україною: Хмельницький погодився відступити від Замостя.
19 лютого 1949 року — брав участь у дипломатичні місії Адама Кисіля в Переяславі.
У березні 1649 року у Варшаві відбулася таємна нарада у короля, в якій брали участь канцлер, підканцлер, кілька сенаторів і Якуб Смяровський. На нараді був розроблений підступний задум ліквідації гетьмана. Ставка була зроблена на те, що Якуб Смяровський у свій час був підстаростою черкаським і мав чимало знайомих поміж козацькою старшиною. Опісля таємних наради, королівський секретар виїхав в Україну для організації вбивства українського гетьмана, маючи для підкупу і спокуси козацької старшини 50 чистих нобіляційних привілеїв, куди залишалося лише вписати прізвище. Так життя Богдана Хмельницького було оцінено у п'ятдесят новоспечених шляхтичів. Якуб Смяровський знайшов лише чотирьох запроданців поміж козаками. П'ятий виявився українським патріотом. 11 травня 1949 року Якова Смяровського порубали козацькими шаблями.